# Freikorps Oberland

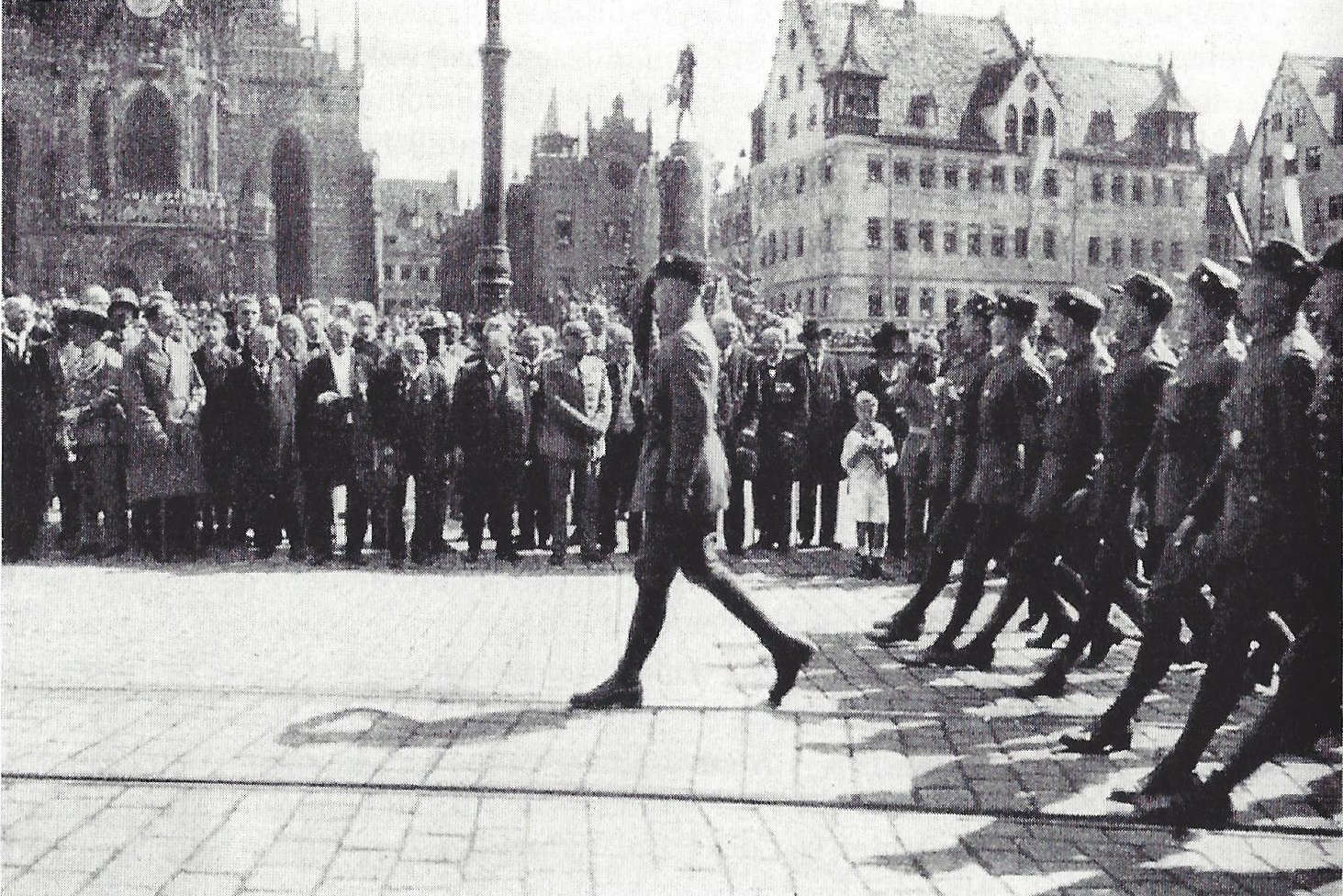
Bund Oberland (Núremberg, 1923)

Los Freikorps Oberland (también Bund Oberland o Kameradschaft Freikorps und Bund Oberland) fue un freikorp en los primeros años de la República de Weimar, luchando contra los insurgentes comunistas y polacos. Tuvo éxito en la Batalla de Annaberg de 1921 y se convirtió en el núcleo de los Sturmabteilung (SA) en Baviera, mientras que varios miembros más tarde se volvieron contra los nazis.
Los Freikorps fueron fundados en abril de 1919 por Rudolf von Sebottendorf, presidente de la Sociedad Thule. El gabinete de Johannes Hoffmann (SPD) voló desde la República Soviética de Baviera a Bamberg. El control militar superó al comandante Albert Ritter von Beckh (1870-1958). La mayoría de los voluntarios vinieron de Baviera, por lo que se eligió el símbolo de Edelweiß. El percutor directo fue el «Kampfbund» dentro de la Sociedad Thule, que también estaba en contra de la autoproclamada República Soviética de Baviera.
En mayo de 1919, los Freikorps lucharon contra la República Soviética de Baviera. Partes de los Freikorps estaban junto con los Freikorps Epp de Franz Ritter von Epp llevado a la Brigada 21 del Reichswehr, lucharon en 1920 en la Ocupación del Ruhr. Los Freikorps se disolvieron el 21 de octubre de 1919. Sin embargo, todos los miembros fueron a la Organización Escherich (Georg Escherich).
Por lo tanto, en los levantamientos de Silesia de 1921, los Freikorps se prepararon rápidamente y participaron en la conquista en Annaberg, en la Alta Silesia. En la Alta Silesia, los Freikorps también tenían una unidad de propaganda. Se supone que dieron la orden de llevar a cabo los asesinatos Feme en la República de Weimar y los secuestros. Había conexiones cercanas entre las organizaciones de extrema derecha en Baviera. Los asesinos de Matthias Erzberger, Heinrich Tillessen y Heinrich Schulz, no solo pertenecían a la Organización Cónsul, sino también al «Arbeitsgemeinschaft Oberland» (Comité Oberland). Tal vez los miembros de Oberland tenían que ver con el asesinato del político Karl Gareis (1889-1921) del USPD.

## Separación
En el verano de 1922, la Bund se separó debido a la pregunta de si la Bund Oberland debía integrarse en la Bund Bayern und Reich. El ala civil formó la Bund Treu Oberland, más tarde Blücherbund. El ala militar fue liderada por el veterinario Friedrich Weber.
En 1922 la Bund Oberland tenía unos pocos cientos de miembros. Hasta noviembre de 1923 en Baviera había alrededor de 2.000 miembros. Entre ellos había muchos estudiantes, empleados, miembros de profesiones libres y también algunos trabajadores. La mayoría de los líderes militares eran jóvenes exoficiales, que mientras tanto estudiaban. La mayoría de los miembros tenían entre 20 y 30 años y tenían la experiencia de pelear en la Primera Guerra Mundial o en las peleas en Baviera, en el área del Ruhr o en la Alta Silesia. Tenían suficientes armas, sin embargo, muchas armas de la Bund fueron almacenadas y mantenidas por el Reichswehr. Tal vez la Bund fue apoyada por el suegro de Friedrich Weber, el editor nacional Julius Friedrich Lehmann.
Bajo la guía de Weber, la Bund Oberland se acercó continuamente a gente radical bajo Adolf Hitler y Ernst Röhm. Junto con la «Wehrverband Reichsflagge» y las SA, la Bund formó en enero de 1923 la «Arbeitsgemeinschaft vaterländischer Kampfverbände». En septiembre de 1923 se unieron junto con el Partido Nazi y otras organizaciones nacionales, creando la «Deutscher Kampfbund». Desde el 25 de septiembre de 1923, la Kampfbund fue guiada por Adolf Hitler.

## El Putsch de Múnich
El 8 de noviembre de 1923, la Bund activó a muchos miembros y participó activamente en el Hitlerputsch. Los miembros de la Bund, liderados por Ludwig Oestreicher, tomaron a los judíos como rehenes.
Debido a su participación en el intento de golpe de Estado, la Bund Oberland e. V. fue prohibida por primera vez en Baviera y, a finales de 1923, en toda Alemania. Por ley de Gustav Ritter von Kahr, la Bund Oberland se disolvió el 9 de noviembre de 1923. Weber fue enviado a prisión el mismo día y luego acusado en el Proceso de Hitler y condenado a cinco años de prisión. Antiguos miembros de la Bund colaboraron con la organización de terror de extrema derecha Organización Cónsul. El 9 de enero de 1924 mataron al líder separatista del palatino ocupado por los franceses Franz Josef Heinz.

## Restablecimiento en 1925
Después del fin de la prohibición, la Bund fue restablecido en febrero de 1925. Ya en 1930 existían diferencias, porque la fuerte parte austriaca votó al austrofascista Ernst Rüdiger Starhemberg como líder.

## Posguerra
Después de 1945, los antiguos combatientes se reunieron alrededor de Ernst Horadam y fundaron en 1951 la comunidad tradicional que aún existía Kameradschaft Freikorps und Bund Oberland. Algunos autores piensan que era una organización de extrema derecha. En Schliersee tuvo lugar hasta 2006 un servicio religioso como conmemoración por los caídos en 1921 de los Freikorps. Según una declaración del presidente de la Landsmannschaft Schlesien, el evento fue controlado regularmente por la Oficina Estatal para la Protección de la Constitución. Desde 2007 la conmemoración se hizo mucho más pequeña.